# Owstonia sarmiento
Owstonia sarmiento är en fiskart som beskrevs av Liao, Reyes och Shao 2009. Owstonia sarmiento ingår i släktet Owstonia och familjen Cepolidae. Inga underarter finns listade i Catalogue of Life.